# Karst
Ne doit pas être confondu avec Plateau du Karst.
Cet article possède un paronyme, voir Kars.

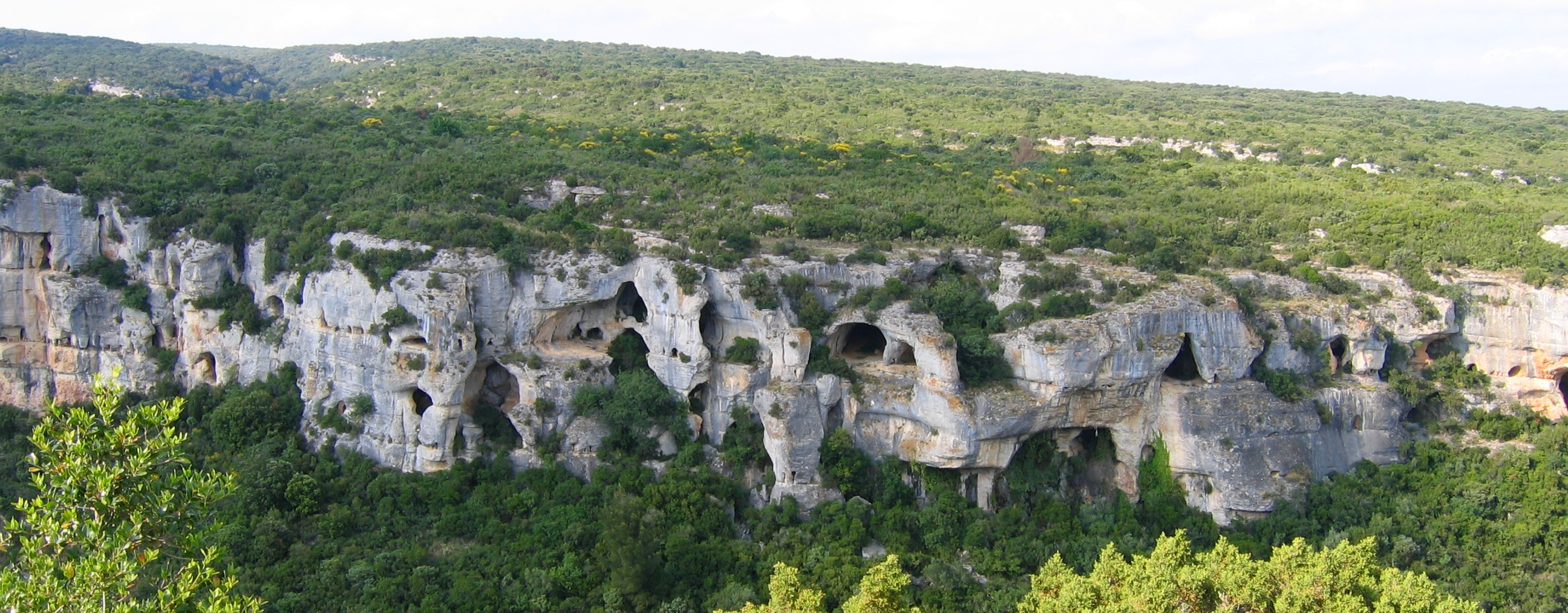
Exemple de paysage karstique près de Minerve, Hérault, France : les falaises calcaires sont affectées par une érosion karstique caractéristique qui se fait principalement à la faveur de diaclases s'élargissant peu à peu et se colmatant avec des argiles ocres de décarbonatation et des restes organiques.

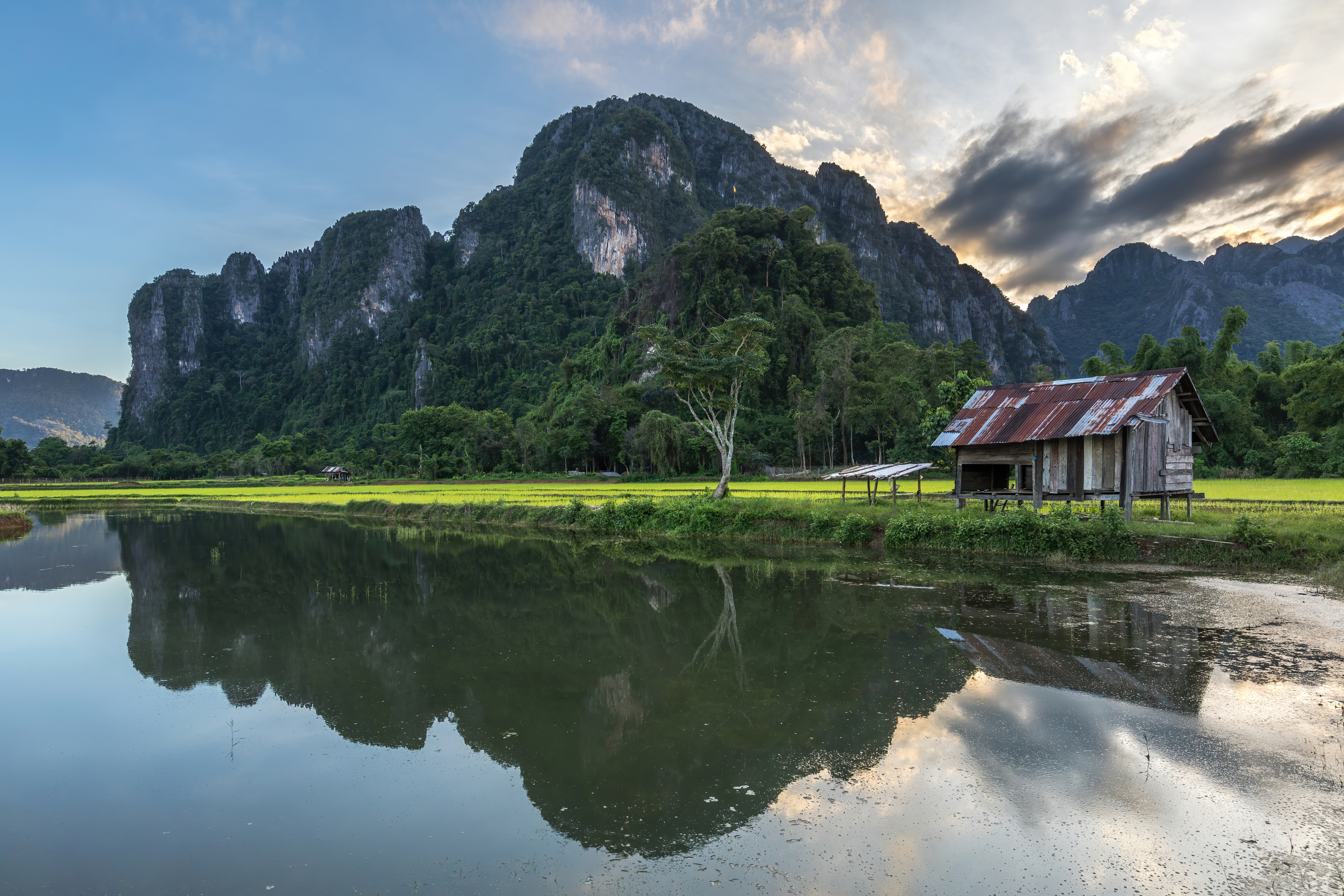
Paysage de montagnes karstiques (Vang Vieng, Province de Vientiane, Laos).

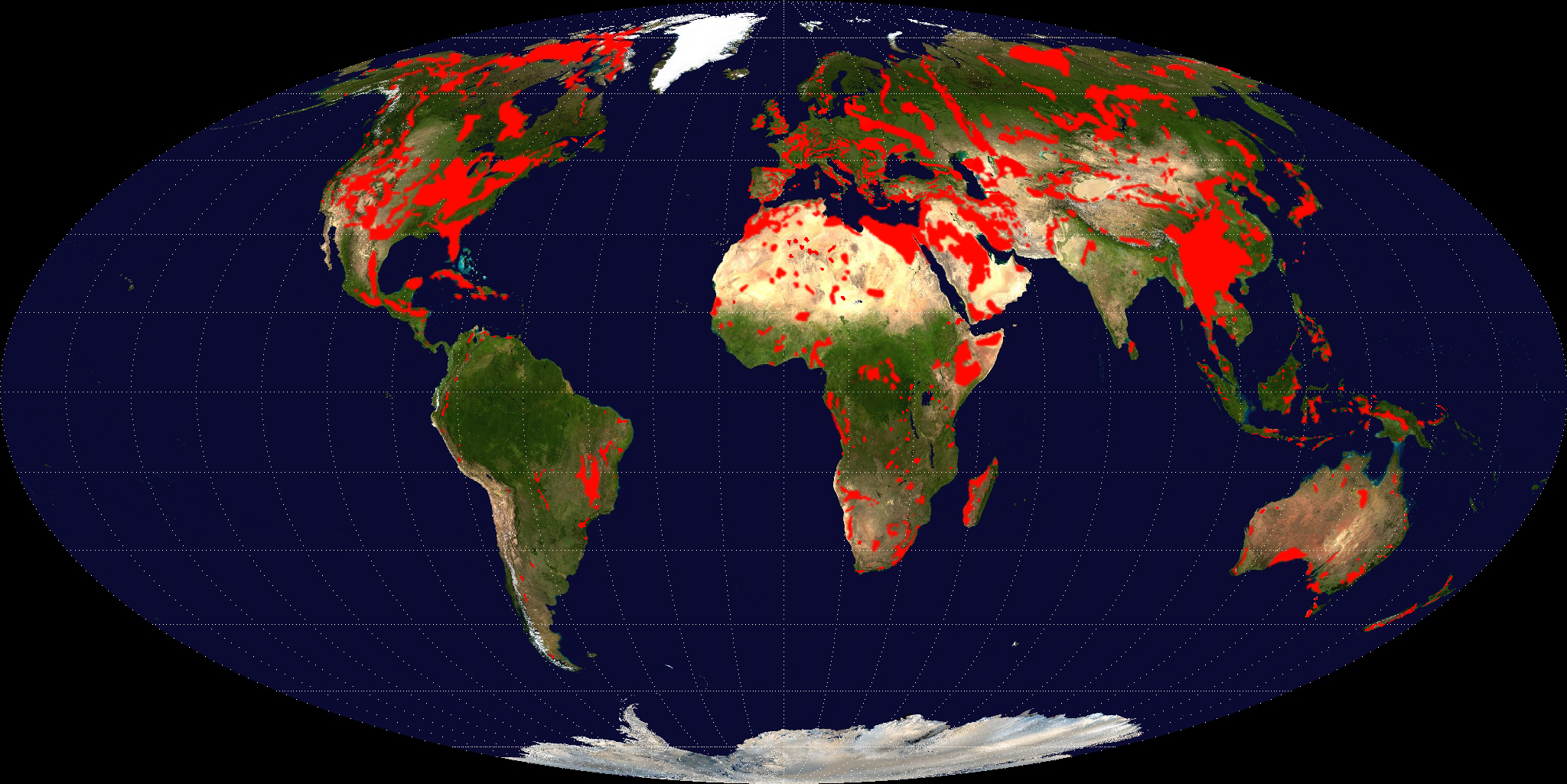
Carte de répartition mondiale des affleurements de roches carbonatées (calcaires et dolomies). Les régions karstiques représentent environ 15 % des terres émergées. Leur répartition en Antarctique reste inconnue.

Le karst est une structure géomorphologique résultant de l'érosion hydrochimique et hydraulique de toutes roches solubles, principalement de roches carbonatées dont essentiellement des calcaires. Des structures karstiques se rencontrent en outre dans des chlorures évaporitiques. Des processus de type karstique, dits « pseudokarstiques », peuvent aussi se développer dans certaines roches autres que les roches carbonatées ou les chlorures évaporitiques.
Par ailleurs, des morphologies analogues à celles résultant des processus karstiques ou pseudokarstiques se rencontrent dans certaines zones glaciaires : inlandsis, glaciers... Les structures glaciaires ou les géomorphologies correspondantes sont ainsi dénommées glaciokarsts, cryokarsts ou thermokarsts.
Les karsts présentent pour la plupart un paysage tourmenté, un réseau hydrographique essentiellement souterrain (rivières souterraines) et un sous-sol creusé de nombreuses cavités : reliefs ruiniformes, pertes et résurgences de cours d'eau, grottes et gouffres. Selon les régions du monde, les structures karstiques portent des noms spécifiques ; ainsi, en France, sur les marges sud et ouest du Massif central, les plateaux karstiques sont dénommés « causses ».
La karstification désigne ces processus (physiques et chimiques) mis en jeu pour créer les formes karstiques, comme les phénomènes d'infiltration et circulation lentes des eaux à la faveur des joints de stratification, des fissures et des diaclases, et de dissolution des roches karstiques qui jouent un rôle déterminant dans la genèse de ces formes et paysages caractéristiques.
La karstogénèse décrit la formation des karsts et leur évolution dans le temps.

## Étymologie
Le terme « karst » est originaire de la région éponyme du plateau du Karst, haut-plateau calcaire situé entre l'Italie, la Slovénie et la Croatie, dont la géomorphologie est très représentative de la « typologie karstique ». « Kras » fut germanisé en « Karst » à l'époque où le duché de Carniole, appartenant aujourd'hui à la Slovénie, faisait partie de l'Autriche-Hongrie.
La terminologie « karst » a été introduite en 1893 par le géomorphologue serbe Jovan Cvijić dans sa publication Das Karstphänomen. L'étude du karst est la karstologie, à laquelle sont notamment associées l'hydrogéologie et la spéléologie (dont la plongée souterraine et la biospéologie).

## Roches concernées par des phénomènes karstiques ou pseudokarstiques

### Roches concernées par des phénomènes karstiques
Les roches concernées par des phénomènes purement karstiques (correspondant aux « karsts vrais ») sont essentiellement les roches carbonatées : particulièrement les calcaires (y compris les craies, dont les tuffeaux, ainsi que les tufs calcaires et les calcarénites) mais aussi les dolomies, les marnes, les marbres carbonatés et les albâtres ainsi que les calcschistes et les sulfates évaporitiques (gypse, bassanites…).
Des structures karstiques se rencontrent en outre dans des chlorures évaporitiques tels que les sels gemmes, les sylvines, les carnallites et les potasses.

### Roches concernées par des phénomènes pseudokarstiques
Des processus pseudokarstiques (relatif à un pseudokarst) peuvent se développer notamment dans :
- les grès non carbonatés, les orthoquartzites (quartzites sédimentaires), les conglomérats et les laves ;
- quelques roches plutoniques telles que les diorites, les gabbros et parfois même certains granites ;
- certaines roches métamorphiques non carbonatées comme les gneiss et les micaschistes[4].

## Processus de karstification des formations géologiques carbonatées

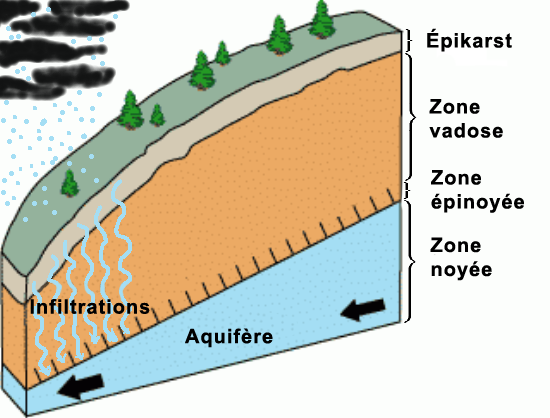
Schéma de l'hydrosystème karstique.

Dans le processus de « karstification », les roches carbonatées sont façonnées par solvatation selon les réactions chimiques suivantes :
- dissolution du dioxyde de carbone :

CO2 + H2O ⇌ H2CO3
- dissociation aqueuse de l'acide carbonique :

H2CO3 + H2O → H3O+ + HCO3−
- attaque acide des carbonates (« calcaires ») :

H3O+ + CaCO3 ⇌ Ca2+ + HCO3− + H2O
- équation bilan :

CO2 + H2O + CaCO3 ⇌ Ca2+ + 2 HCO3−
Dans la teneur en hydrogénocarbonate, un atome de carbone provient de la matrice calcaire et l'autre du gaz carbonique (surtout d'origine biogénique car la concentration de ce dernier dans le sol est beaucoup plus importante que dans l'atmosphère). Ces deux sources sont d'ailleurs différentiables par leurs teneurs en isotopes du carbone (ségrégation du carbone 13 par la biomasse).
La géomorphologie karstique est donc favorisée par :
- l'eau :
  - son abondance ;
  - sa teneur en CO2 (augmentant avec la pression) ;
  - sa faible température (plus une eau est froide, plus elle est chargée en gaz donc en CO2) ;
- les êtres vivants (qui rejettent du CO2 dans le sol par la respiration, ce qui renforce considérablement sa teneur) ;
- la nature des formations rocheuses (fracturations, compositions des carbonates...)
- le temps de contact eau-roche.

Une zone géographique froide, humide et calcaire est ainsi fortement prédisposée à la formation de karsts qui se répertorient cependant aussi dans les régions climatiques extrêmes.

## Classement géographique, orologique et géologique des karsts
Les structures karstiques concernent environ le cinquième de la superficie des terres émergées et se trouvent sous toutes les latitudes, y compris dans des zones climatiques extrêmes (déserts, zones tropicales, régions subpolaires...), et à toutes altitudes : karsts sous-marins, îles karstiques (dont les atolls surélevés) et karsts littoraux, karsts des bassins sédimentaires, karsts des hauts-plateaux et karsts des massifs montagneux. Outre cette répartition géographique et orologique, un karst peut comporter de la surface au plus profond tout ou partie des étages géologiques suivants : karst inactif ayant perdu son activité hydrogéologique mais par lequel l'eau s'infiltre au profit de l'étage karstique inférieur, karst actif où la circulation d'eau poursuit le processus de karstification, karst profond ennoyé sans circulation d'eau, karst fossile (paléokarst) dont les cavités sont comblées de sédiments et qui peut être réactivé à la faveur d'une fonte des glaces continentales.

## Géomorphologie et hydrographie karstiques
Selon le dynamisme hydrogéologique et la nature géologique du karst ainsi que son altitude et sa latitude, la géomorphologie et l'hydrographie karstiques peuvent associer à plus ou moins grande échelle tout ou partie des formes géomorphologiques et hydrologiques caractéristiques suivantes (outre des formes d'érosion orographiques non spécifiques) : canyons, cirques, mesas, inselbergs, tepuys, combes, calanques, chaos, tors,…

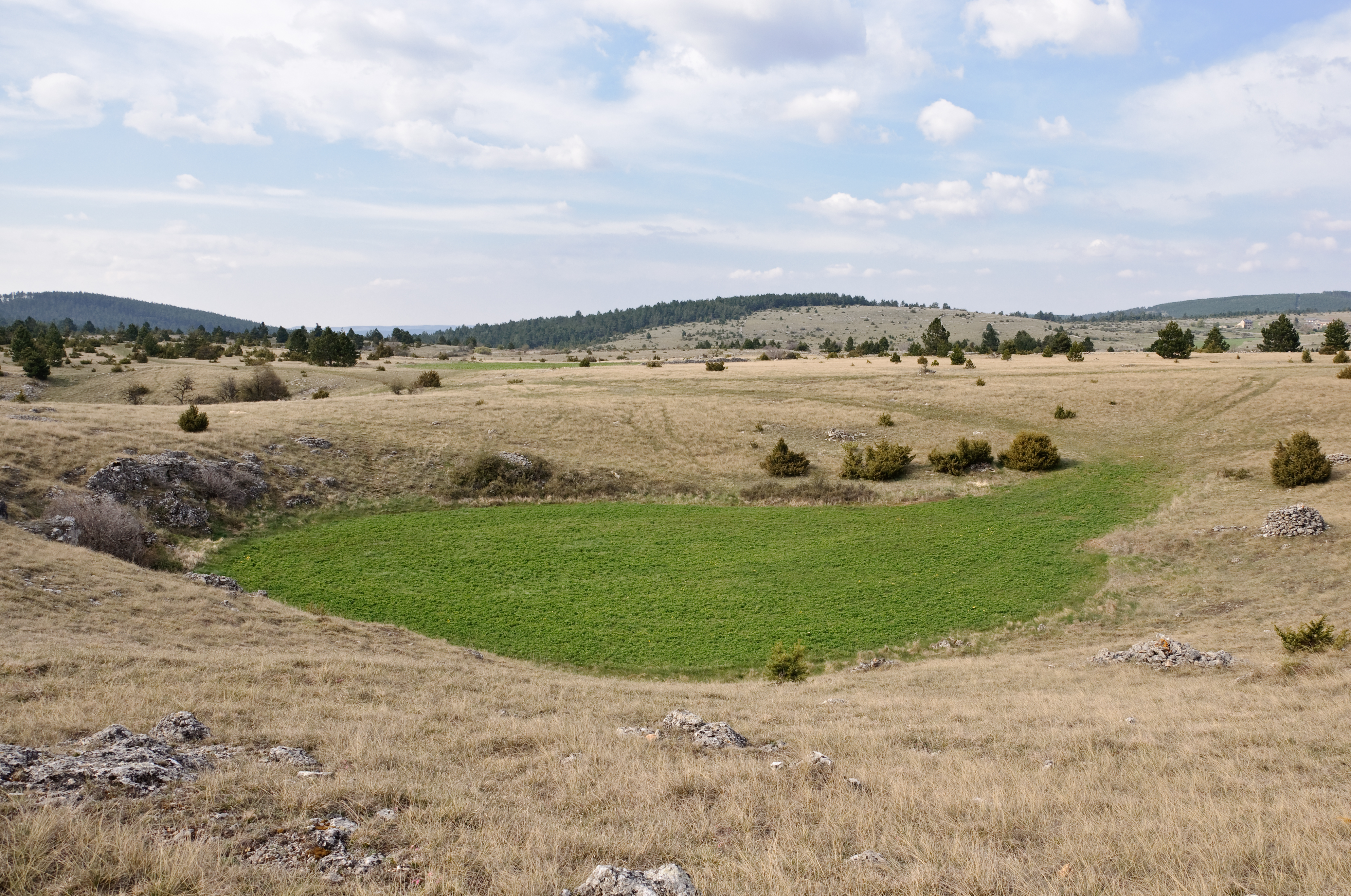
Doline sur le causse de Sauveterre, en Lozère, France.

### Formes d'érosion et d'hydrologie de surface (exokarst ou épikarst)
- à l'échelle orographique : causses, plans, cuestas, baous, reculées, poljés, mogotes, gorges, vallées sèches, valleuses...
- à petite et moyenne échelle : 
  - creuses, lapiaz, tsingys, alvars, rideaux, banches...
  - dolines, lavognes, mardelles, ouvalas...
  - abris sous roche, arches, stacks, cheminées de fée, champignons de pierre...
  - pertes, chantoirs, estavelles, ponors, exsurgences, résurgences, puits artésiens naturels, tufières…

### Cavités souterraines naturelles et formes hydrogéologiques (endokarst)

Karst perché dont l'eau ressort dans la vallée au niveau d'une émergence en chute d'eau.

- étroitures, grottes, cavernes, balmes, scialets, igues, gouffres, abîmes, avens, bétoires…
- cénotes, trous bleus, siphons, lacs souterrains, rivières souterraines, gours…
- spéléothèmes : les cavités souterraines karstiques non ennoyées développent des spéléothèmes variés dont l'importance dépend de l'activité de l'aquifère du karst.

Selon la circulation karstique des eaux souterraines en fonction du niveau de base (cours d'eau ou mer), on distingue :
- le karst perché : le réseau hydrographique est à une altitude supérieure ou égale à celle de l'exutoire,
- le karst noyé : le réseau descend au-dessous du niveau de base,
- le karst barré : karst noyé dont l'écoulement est bloqué par un obstacle, à l'origine de sources de débordement.

## Écologie du karst

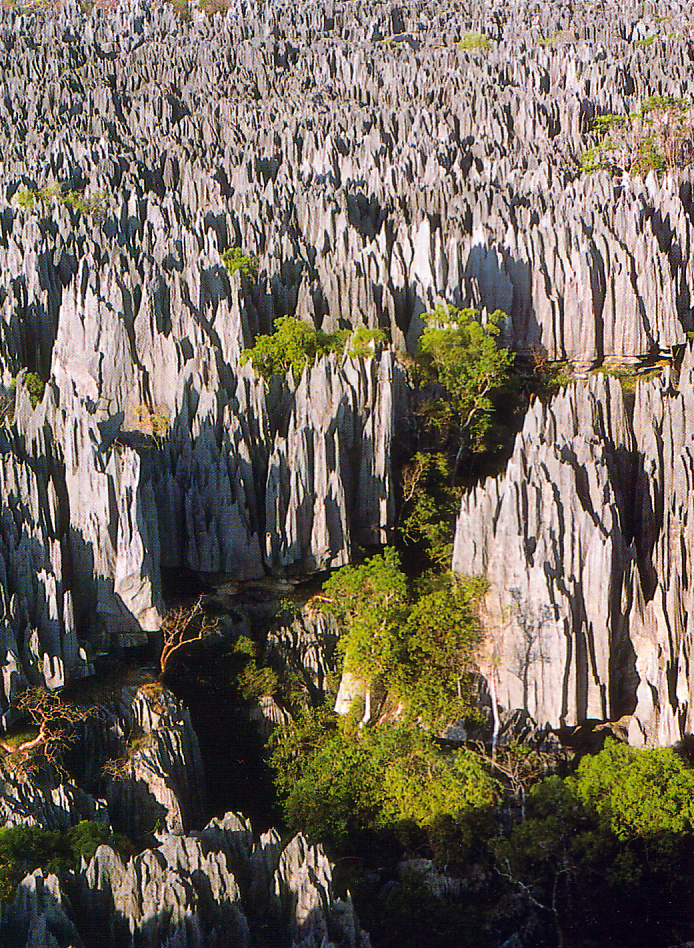
Tsingy de Bemaraha à Madagascar.

### Biodiversité
À la diversité géomorphologique du karst correspond une importante biodiversité. Certaines formes de géomorphologie karstique comme les tsingys, les alvars et les creuses constituent des habitats spécifiques. En outre certaines cavités karstiques hébergent une flore et une faune caractéristiques, objets de la biospéologie. Les écosites karstiques significatifs sont notamment la réserve naturelle intégrale du Tsingy de Bemaraha, le réseau de Postojna, le parc national de Phong Nha-Kẻ Bàng, le parc national du Gunung Mulu et la grotte de Movile.

### Désertification
Environ 60 % des territoires karstiques sont en cours de désertification, notamment dans la partie européenne du bassin méditerranéen, dans le sud-ouest de la Chine, en Amérique centrale, en Indonésie et en Australie, essentiellement en raison des activités humaines (déforestation, pratiques agricoles et autres exploitations non durables des sols, surexploitation des ressources en eau et changement climatique).